# Алексі Бюзен
Алексі Бюзен (фр. Alexis Busin, нар. 7 вересня 1995, Сен-Мартен-Булонь) — французький футболіст, фланговий півзахисник клубу «Нансі».

## Ігрова кар'єра
Вихованець клубу «Нансі», в академії якої навчався з 2010 року, а з 2012 року став грати за дублюючу команду.
Дебютував за першу команду 6 травня 2014 року в матчі Ліги 2 проти «Лаваля» (1:0), вийшовши на заміну на 77 хвилині. Через три дні він забив свій перший гол у лізі в грі проти «Анже».
18 липня 2016 року на правах оренди перейшов у «Клермон», де грав до кінця року, після чого повернувся до «Нансі».